# 30. Februar
Der Monat Februar hat im julianischen und gregorianischen Kalender nur 28, in Schaltjahren 29 Tage. Aufgrund einer Kalenderreform gab es in Schweden des Jahres 1712 jedoch einen 30. Februar. Bei der in Deutschland üblichen Zinsberechnungsmethode wird jeder Monat als 30-tägig angenommen, somit rechnerisch ein 30. Februar ergänzt. Daneben gibt es verschiedene, nicht umgesetzte Kalenderentwürfe wie den Weltkalender, in denen der Februar 30 oder mehr Tage hat.

## 30. Februar in Schweden

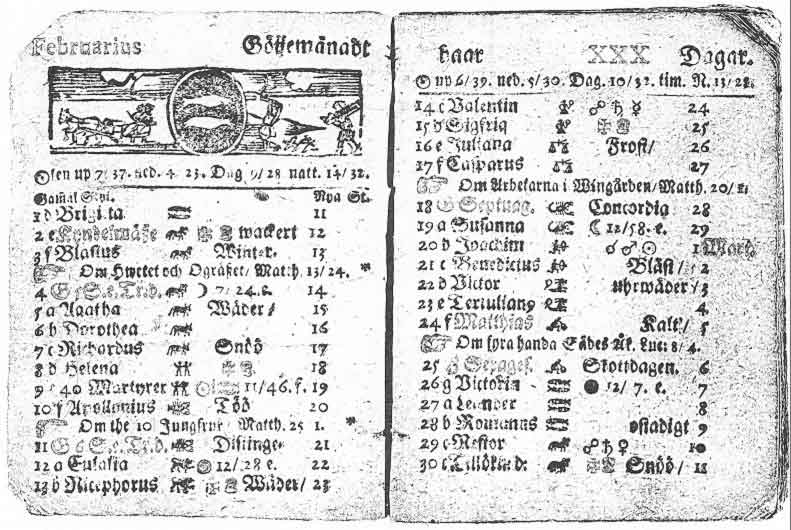
Seite aus dem schwedischen Kalender für das Jahr 1712 – rechts unten ist der 30. Februar verzeichnet

Zu Beginn des Jahres 1700 entschied Schweden, vom julianischen zum gregorianischen Kalender zu wechseln. Die ursprüngliche Idee war, beginnend mit dem Jahr 1700, letztmals 1740 auf insgesamt elf Schaltjahre zu verzichten und so schrittweise die Tagesdifferenz zwischen julianischem und gregorianischem Kalender auszugleichen. Das hätte zwar die Umstellung innerhalb Schwedens vereinfacht, die Beziehungen zu allen anderen Staaten aber erheblich komplizierter gemacht, da Schweden dann 40 Jahre lang mit keinem anderen Staat denselben Kalender gehabt und sich obendrein der kalendarische Abstand zum Rest Europas alle vier Jahre verändert hätte. So wurde im Jahre 1700 der 29. Februar übersprungen. Schweden war nun dem julianischen Kalender einen Tag voraus und dem gregorianischen nach wie vor zehn Tage hinterher (1700 war nach dem gregorianischen Kalender kein Schaltjahr).
Während des Großen Nordischen Krieges behielt man jedoch den Schalttag 29. Februar 1704 und 1708 bei, sodass der Unterschied von einem Tag zum julianischen Kalender und zehn Tagen zum gregorianischen erhalten blieb. Im Januar 1711 entschied König Karl XII., wieder zum julianischen Kalender zurückzukehren. Der Tag, den Schweden nun der Zeitrechnung dieses Kalenders voraus war, musste durch einen zusätzlichen Tag ausgeglichen werden: Dies war der 30. Februar 1712, ein zweiter Schalttag, er war ein Freitag und entsprach dem 11. März 1712 im gregorianischen Kalender. Die Regelung galt auch für das damals von Schweden abhängige Finnland, nicht jedoch in den schwedischen Provinzen in Deutschland, die mit den übrigen protestantischen Gebieten Deutschlands bereits 1700 den gregorianischen Kalender eingeführt hatten. 1753 wechselte Schweden dann endgültig zum gregorianischen Kalender.

## 30. Februar in der Zinsberechnung

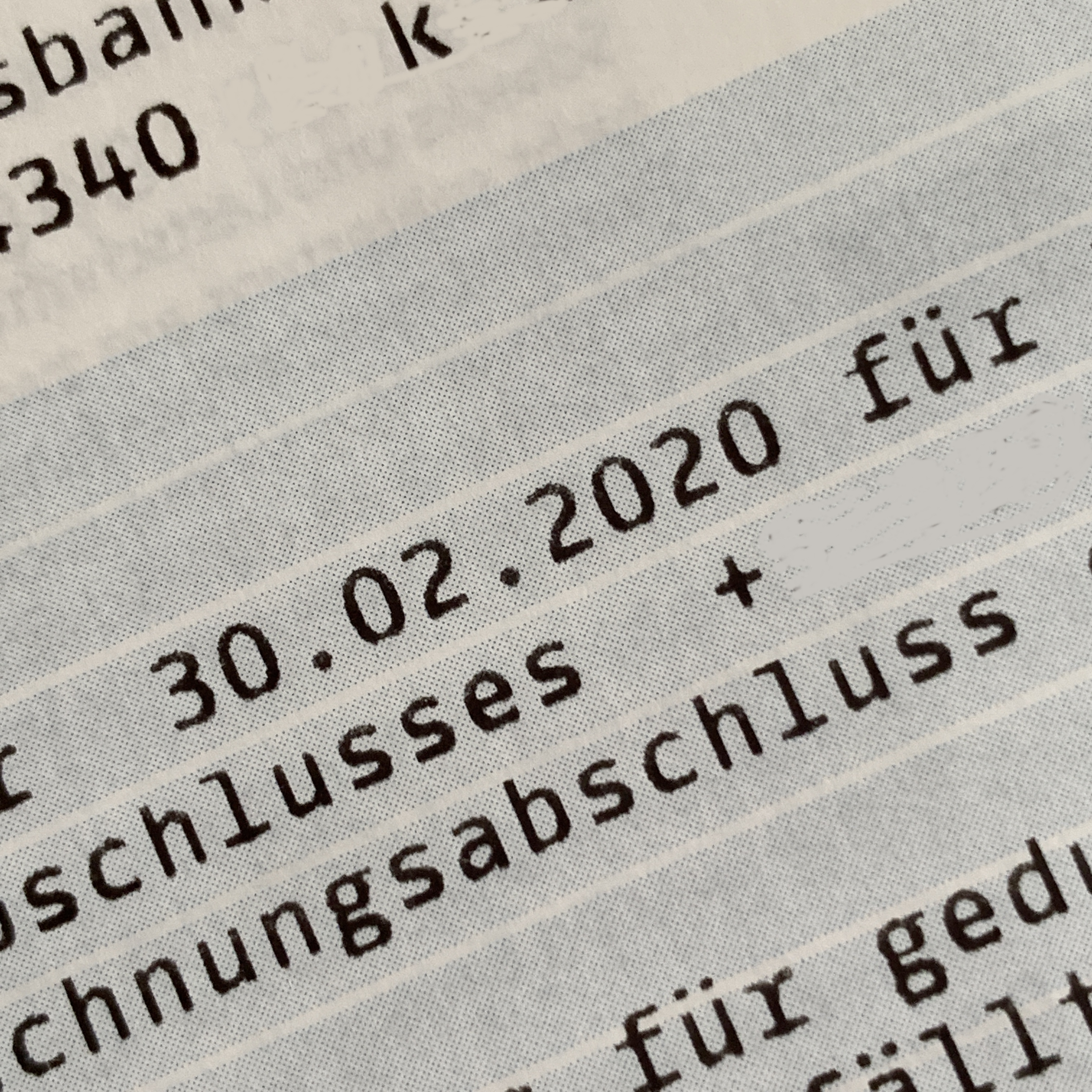
Ungewohnter Anblick: Der Februar hat 30 Banktage

In Deutschland wird bei der „kaufmännischen Zinsberechnungsmethode“ aus Vereinfachungsgründen jeder Monat mit 30 Tagen und das Kalenderjahr mit 360 Tagen angesetzt. Üblicherweise wird dieses Verfahren bei Kreditgeschäften zwischen Kaufleuten und im wirtschaftlichen Schulunterricht verwendet. Beläuft sich ein Kreditzeitraum beispielsweise vom 28. Januar bis zum 3. März, so berechnen sich die Zinstage wie folgt: Januar (30–28) + Februar (30) + März (3) = 35 Zinstage.
Einige Banken geben deshalb auf Abrechnungen aus Vereinfachungsgründen jeweils den 30. eines Monats statt des Monats-Ultimos an. Damit kann z. B. als Valutadatum einer Rechnungsabschlussbuchung auf dem Kontoauszug auch der 30.02. angegeben sein, was bei einer eventuellen elektronischen Weiterverarbeitung zu Problemen führen kann.

## 30. Februar in der Kunst
Der Barockdichter Andreas Gryphius lässt zum Schluss seines Lustspiels Horribilicribrifax Teutsch (1663) einen Heiratskontrakt auf den 30. Februar 1648 datieren. Es handelt sich dabei um einen Scherz des Dichters, der damit andeuten will, dass aus dem Vertrag keine Folgen entstehen.

## Angeblicher 30. Februar in der Sowjetunion
Unzutreffend sind gelegentliche Darstellungen, dass es in der Sowjetunion infolge des 1929 eingeführten Revolutionskalenders in den Jahren 1930 und 1931 einen 30. Februar gegeben habe, weil jeder Monat 30 Tage gehabt habe. Die Monatslängen wurden aber nicht geändert.